# 游程编码
運行長度編碼（英語：run-length encoding，缩写RLE），又称行程長度編碼或變動長度編碼法，是一種與資料性質無關的无损数据压缩技术，基于「使用變動長度的碼來取代連續重複出現的原始資料」来实现壓縮。

## 說明
舉例來說，一組資料串"AAAABBBCCDEEEE"，由4個A、3個B、2個C、1個D、4個E組成，經過變動長度編碼法可將資料壓縮為4A3B2C1D4E（由14個單位轉成10個單位）。
簡言之，其優點在於將重複性高的資料量壓縮成小單位；然而，其缺點在於─若該資料出現頻率不高，可能導致壓縮結果資料量比原始資料大，例如：原始資料"ABCDE"，壓縮結果為"1A1B1C1D1E"（由5個單位轉成10個單位）。

## 整數（出現次數）表示法

### 整數固定長度表示法

#### 4位元表示法
顧名思義，利用4個位元來儲存整數，以符號C表示整數值。其可表現的最大整數值為15，因此，若資料重複出現次數超過15，便以「分段」方式處理。
假設某資料出現N次，則可以將其分成(N/15)+1段落來處理，其中N/15的值為無條件捨去。例如連續出現33個A：
原始資料：
AAAAAAAAAAAAAAA AAAAAAAAAAAAAAA AAA
壓縮結果：
```
     15A          15A         3A
```

內部儲存碼：
1111 01000001 1111 01000001 0011 01000001

```
15   A    15    A     3     A
```

#### 8位元表示法
同4位元表示法的概念，其能表示最大整數為255。假設某資料出現N次，則可以將其分成(N/255)+1段落來處理，其中N/255的值為無條件捨去。

## 壓縮策略

### 壓縮
先使用一個暫存函數Q讀取第一個資料，接著將下一個資料與Q值比，若資料相同，則計數器加1；若資料不同，則將計數器存的數值以及Q值輸出，再初始計數器為，Q值改為下一個資料。以此類推，完成資料壓縮。
以下為簡易的演算法：
```
input：AAABCCBCCCCAA
```

```
for i=1:size (input)
 if(Q = input(i))
    計數器+1
 else
   output的前項=計數器的值, output的下一項=Q值,
   Q換成input(i)，計數器值換成0
 end
end
```

### 解壓縮
其方法為逐一讀取整數（以C表示）與資料（以B表示），將C與B的二進位碼分別轉成十進位整數以及原始資料符號，最後輸出共C次資料B，即完成一次資料解壓縮；接著重複上述步驟，完成所有資料輸出。

## 應用
- 大量白色或黑色的區域單色影像圖
- 電腦生成的同色區塊的彩色圖像（如建築繪圖紙）
- TIFF文件
- PDF文件